# Pyrausta virginalis
Pyrausta virginalis là một loài bướm đêm trong họ Crambidae.